# Back to Earth (Caligola-Album)
Back to Earth ist das erste Studioalbum des schwedischen Musikprojekts Caligola. Es wurde am 2. März 2012 nach der erfolgreichen Single Forgive Forget veröffentlicht. Am 30. November 2012 brachte Caligola ein Remake des Albums mit dem Titel Back to Earth – Resurrection heraus, das neben den ursprünglichen 15 Titeln noch 8 weitere Songs enthielt.

## Back to Earth

### Rezeption
Konrad Spremberg rezensierte das Album für Plattentests.de. Er meint, Caligola habe sowohl ideologisch als auch musikalisch wenig mit Mando Diao zu tun, obwohl deren Protagonisten Björn Dixgård und Gustaf Norén die Promotion für das Album mit Interviews in Deutschland bestritten haben. Spremberg charakterisiert den Stil des Albums als eine bunte Mischung aus Rock, Soul, Hiphop, Dancebeats und Jazz, den Schubladenliebhaber als Neo-Crossover bezeichnen würden.
Thomas Winkler vom Musikexpress rezensierte das Album in der Märzausgabe 2012 mit dem Fazit: „Da hat jemand großen Mut. Läge die Postmoderne nicht schon lange im Museum, Caligola hätten sie jetzt erfunden.“
Kai Butterweck von Laut.de beschreibt das Album als vielfältig und facettenreich, innovativ, spannend und immer für eine Überraschung gut. Sein Fazit: „Selten klang Crossover so erfrischend und unaufgesetzt wie hier“.

### Titelliste
| #  | Titel                       | Interpret | Länge |
| -- | --------------------------- | --------- | ----- |
| 1  | Back 2 Earth                | Caligola  | 0:59  |
| 2  | Down by the Riverside       | Caligola  | 2:44  |
| 3  | Forgive Forget              | Caligola  | 2:51  |
| 4  | Fire Burns Out a Weak Heart | Caligola  | 0:55  |
| 5  | Violettas Dance             | Caligola  | 4:19  |
| 6  | Sting of Battle             | Caligola  | 4:08  |
| 7  | Morning Light               | Caligola  | 4:45  |
| 8  | Raise Your Head             | Caligola  | 4:13  |
| 9  | My Sister Rising            | Caligola  | 4:08  |
| 10 | Capo                        | Caligola  | 1:50  |
| 11 | Sad Girl                    | Caligola  | 3:41  |
| 12 | Ride the Night Away         | Caligola  | 3:01  |
| 13 | Mr. Morris                  | Caligola  | 4:31  |
| 14 | Angel Ice                   | Caligola  | 3:49  |
| 15 | Hapokalypse                 | Caligola  | 3:11  |

### Chartplatzierungen
| Jahr | Titel         | Höchstplatzierung, Gesamtwochen, AuszeichnungChartplatzierungen (Jahr, Titel, Platzierungen, Wochen, Auszeichnungen, Anmerkungen) | Höchstplatzierung, Gesamtwochen, AuszeichnungChartplatzierungen (Jahr, Titel, Platzierungen, Wochen, Auszeichnungen, Anmerkungen) | Höchstplatzierung, Gesamtwochen, AuszeichnungChartplatzierungen (Jahr, Titel, Platzierungen, Wochen, Auszeichnungen, Anmerkungen) | Höchstplatzierung, Gesamtwochen, AuszeichnungChartplatzierungen (Jahr, Titel, Platzierungen, Wochen, Auszeichnungen, Anmerkungen) | Anmerkungen                        |
| Jahr | Titel         | DE | AT | CH | SE | Anmerkungen                        |
| ---- | ------------- | --- | --- | --- | --- | ---------------------------------- |
| 2012 | Back to Earth | DE10 (09 Wo.)DE | AT31 (11 Wo.)AT | CH34 (10 Wo.)CH | SE13 (3 Wo.)SE | Erstveröffentlichung: 2. März 2012 |

## Back to Earth – Resurrection

### Titelliste
| #  | Titel                         | Interpret       | Länge |
| -- | ----------------------------- | --------------- | ----- |
| 1  | Back 2 Earth                  | Caligola        | 4:05  |
| 2  | Down by the Riverside         | Caligola        | 4:05  |
| 3  | Forgive Forget                | Caligola        | 4:05  |
| 4  | Fire Burns Out a Weak Heart   | Caligola        | 4:05  |
| 5  | Violettas Dance               | Caligola        | 4:05  |
| 6  | Sting of Battle               | Caligola        | 4:05  |
| 7  | Morning Light                 | Caligola        | 4:05  |
| 8  | Raise Your Head               | Caligola        | 4:05  |
| 9  | My Sister Rising              | Caligola        | 4:05  |
| 9  | Capo                          | Caligola        | 4:05  |
| 10 | Sad Girl                      | Caligola        | 4:05  |
| 11 | Ride the Night Away           | Caligola        | 4:05  |
| 12 | Mr. Morris                    | Caligola        | 4:05  |
| 13 | Angel Ice                     | Caligola        | 4:05  |
| 15 | Hapokalypse                   | Caligola        | 4:05  |
| 16 | I Want You                    | Caligola        | 4:05  |
| 17 | Smash Dem Brains In           | Caligola        | 4:05  |
| 18 | Milagro                       | Caligola        | 4:05  |
| 19 | Head Some Boy                 | Caligola        | 4:05  |
| 20 | Rising Sun                    | Caligola        | 4:05  |
| 21 | Boom Boom                     | Caligola        | 4:05  |
| 22 | My Sister Rising Vaski Re-Mix | Caligola, Vaski | 4:05  |
| 23 | Till the Morning Comes        | Caligola        | 4:05  |